# Polyardis explicata
Polyardis explicata är en tvåvingeart som beskrevs av Boris Mamaev 1993. Polyardis explicata ingår i släktet Polyardis och familjen gallmyggor. Inga underarter finns listade i Catalogue of Life.